# Anaheim
Anaheim is een stad in Orange County, in het zuiden van Californië in de VS, 15 km ten noordwesten van Santa Ana. In 2020 had de stad een populatie van 346.824 inwoners, waardoor het de op negen na grootste stad van Californië is. Anaheim is de op een na grootste stad binnen Orange County en staat bekend om zijn themaparken, sportteams en conferentiecentra. Anaheim wordt vaak geassocieerd met het Disneyland Resort dat er begin jaren 50 werd gebouwd.
Muzikaal is de stad de thuishaven van onder meer de rockgroep No Doubt en zangeres Gwen Stefani.

## Demografie
8,2% van de bevolking is ouder dan 65 jaar en bestaat voor 18,1% uit eenpersoonshuishoudens. De werkloosheid bedraagt 2,9% (cijfers volkstelling 2000).
Ongeveer 46,8% van de bevolking van Anaheim bestaat uit hispanics en latino's, 2,7% is van Afrikaanse oorsprong en 12% van Aziatische oorsprong.
Het aantal inwoners steeg van 266.625 in 1990 naar 328.014 in 2000.

## Klimaat
Anaheim heeft een mediterraan klimaat. In januari is de gemiddelde temperatuur 14,1 °C, in juli is dat 22,6 °C. Jaarlijks valt er gemiddeld 311,7 mm neerslag (gegevens op basis van de meetperiode 1961-1990).

## Sport
Bij de sportclubs is Anaheim de basis van de bekende honkbalclub Los Angeles Angels of Anaheim en de ijshockeyclub Anaheim Ducks. Deze club veroverde in 2007 als eerste ijshockeyclub uit Californië de Stanley Cup.

## Plaatsen in de nabije omgeving
De onderstaande figuur toont nabijgelegen plaatsen in een straal van 16 km rond Anaheim.

## Geboren in Anaheim
- Leo Fender (1909-1991), gitaarbouwer
- Chuck Hulse (1927-2020), autocoureur
- Jeff Buckley (1966-1997), singer-songwriter, gitarist
- Rob Liefeld (1967), striptekenaar
- Lori Harrigan (1970), softbalster
- Milorad Čavić (1984), zwemmer
- Sacha Kljestan (1985), voetballer van RSC Anderlecht (2010-2015)
- Marcus Mumford (1987), muzikant, leadzanger Mumford & Sons
- Austin Butler (1991), acteur
- LaMelo Ball (2001), basketballer